# Tapada Nacional de Mafra
A Tapada Nacional de Mafra, ou simplesmente Tapada de Mafra, é uma área verde situada na freguesia de Sobral da Abelheira, em Mafra, Portugal. É também uma Zona de Caça Nacional. Integra o sítio "Real Edifício de Mafra - Palácio, basílica, convento, Jardim do Cerco e Tapada" do Património Mundial da UNESCO desde 2019.

## Descrição
Com 1187 ha de área, rodeada por um muro de 21 km de extensão, a Tapada de Mafra possui grande diversidade de espécies animais e vegetais, sendo uma área de acesso regulado (pago). A área está dividida em três desde 1828, estando a primeira de 360 hectares sob administração militar.

## História
A Tapada de Mafra foi criada em 1747, no reinado de D. João V na sequência da construção do Palácio Nacional de Mafra, que lhe é contíguo. Conhecida então como Tapada Real de Mafra, a sua criação teve como objectivo a existência de uma zona de lazer real vocacionada para a caça para entretenimento da família real e da nobreza.
Na actualidade, a zona é ainda usada para a caça, feita de forma limitada, e para turismo rural e lazer.
Fazem parte desta cooperativa as seguintes instituições:
- Instituto Nacional de Investigação Agrária e Veterinária
- Câmara Municipal de Mafra
- Instituto da Conservação da Natureza e das Floresta
- Direcção Geral do Tesouro e Finanças
- Liga dos Amigos de Mafra
- Direcção Regional de Agricultura e Pescas do Vale do Tejo
- Instituto da Conservação da Natureza e Biodiversidade
- Clube Português de Monteiros
- Federação dos Arqueiros e Besteiros de Portugal
- Associação dos Agricultores do Conselho de Mafra - Fundação Alter Real
- Evasão Sem Limites Ltda.

## Fauna

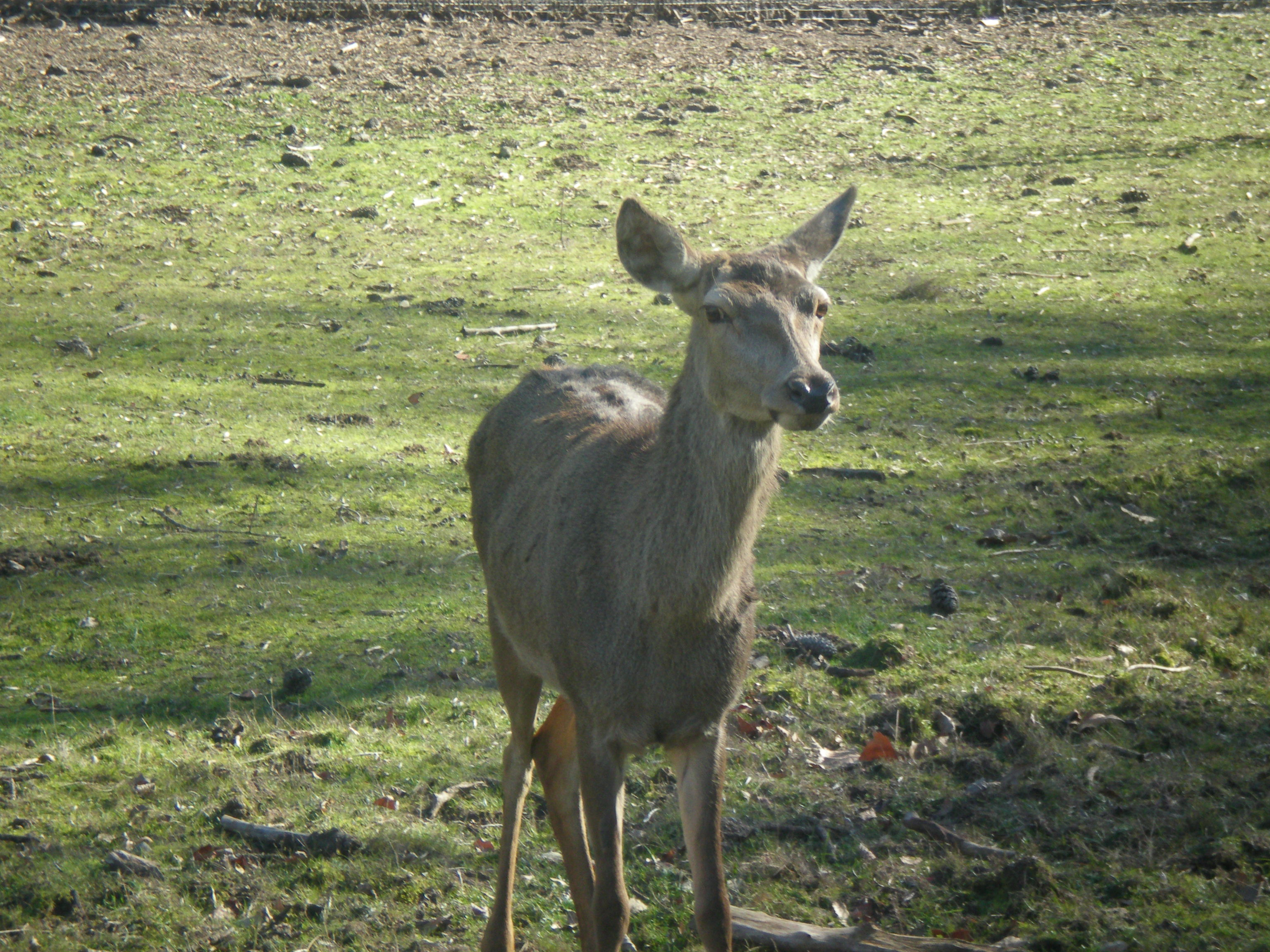
Veado na Tapada.

A fauna da área é marcada pela presença de espécies usadas na caça desportiva, como o gamo, o veado-vermelho e o javali. Outras espécies de mamíferos presentes são  a raposa, a doninha e a gineta.
Diversas espécies de aves são encontradas na Tapada. Entre as aves de rapina, conhece-se a existência de algumas espécies de bufo-real, águia de bonelli, açor e peneireiro-vulgar, entre outras. Outras aves incluem o gaio comum, a perdiz, o tentilhão e o rouxinol.
A presença de zonas húmidas em toda a Tapada proporciona um habitat para a existência de diversos anfíbios, como a salamandra, o tritão verde e a rela. Encontram-se ainda pequenos répteis como a osga, a lagartixa-de-bocage e a víbora-cornuda, uma espécie venenosa mas não agressiva.

## Flora
A diversidade florestal da área é considerada a grande riqueza da Tapada de Mafra. Abundam espécies como o pinheiro-manso e o pinheiro-bravo, o sobreiro, o carvalho lusitano e o zambujeiro, um tipo de oliveira selvagem. O eucalipto é também abundante mas não uma espécie desejada na zona, estando a sua erradicação em progresso. Outras árvores presentes na Tapada são o choupo, o plátano, o salgueiro  e o freixo.
Fazem parte da flora da Tapada arbustos como a urze, a murta-comum, a aroeira, o pilriteiro e o carrasco, assim como o feto.

## Actividades
Na Tapada de Mafra encontram-se instalações de turismo rural, além de espaços para a realização de diversos tipos de eventos. Existem trilhos para percursos pedestres ou BTT e visitas guiadas para observação da fauna e flora. São também organizadas actividades pedagógicas de educação ambiental, com um público-alvo preferencialmente juvenil.
A caça é permitida em alturas específicas do ano e bastante condicionada, de modo a manter o equilíbrio cinergético da área.
Existem particularidades em alguns edifícios, nomeadamente o Chalé do Rei D. Carlos.

## Acesso ao público
A Tapada Nacional de Mafra é gerida por uma cooperativa, de gestão independente, tendo por isso de criar as suas receitas para fazer face às despesas inerentes à manutenção e preservação de 819 hectares de Floresta.
Assim quem pretenda visitar a Tapada pode fazê-lo escolhendo para isso uma modalidade de visita. Deve consultar o site oficial para conhecer as modalidades disponíveis e horários.
Pode-se efectuar um percurso pedestre, de BTT, ou ainda conhecer a Tapada num comboio turístico, demonstração de voo das aves de rapina, atelier de apicultura, entre outras actividades que estão ao dispor.
Existem também diversas actividades direccionadas para os grupos escolares.
Com parque de merendas para os visitantes poderem passar um dia em grande.